# Snowman (DC Comics)
Snowman, il cui vero nome è Klaus Kristin, è un personaggio dei fumetti DC Comics. È un supercriminale, comparso per la prima volta in Batman n. 337 (luglio 1981), e fu creato da Gerry Conway e Roy Thomas.

## Biografia del personaggio
Klaus Kristin è il figlio ibrido di uno Yeti maschio con una donna di nome Katrina Kristin. Arrivò a Gotham City per congelarla, solo per essere sconfitto da Batman.
In Detective Comics n. 522, Batman andò in Tibet per catturare Snowman, ma sconfisse invece sia lui che suo padre. Si presume che Snowman sia perito nella battaglia.

## Poteri e abilità
Snowman possiede il controllo sul ghiaccio e la neve. Possiede anche la superforza.

## Altre versioni
Snowman comparve in Justice League Adventures n. 12 (serie a fumetti basato sulla serie animata Justice League Unlimited). Lui, con Mr. Freeze, Capitan Cold, Killer Frost, Minister Blizzard, Icicle, Cryonic Man, e Polar Lord (conterraneo di Polar Boy) formò un'alleanza di supercriminali conosciuta come i "Cold Warriors". Il gruppo tentò di impadronirsi di una piccola nazione africana, ma furono sconfitti dalla Justice League.

## Altri media
- Un personaggio minore sbloccabile in Lego Batman: The Videogame, di nome "Yeti" possiede una forte somiglianza, e forse potrebbe esserlo, con Snowman.